# Labeo trigliceps
Labeo trigliceps és una espècie de peix cipriniforme de la família dels ciprínids.

## Morfologia
Els mascles poden assolir els 49 cm de longitud total.

## Distribució geogràfica
Es troba al riu Athi (Kenya, Àfrica).